# Avvakoem Petrov

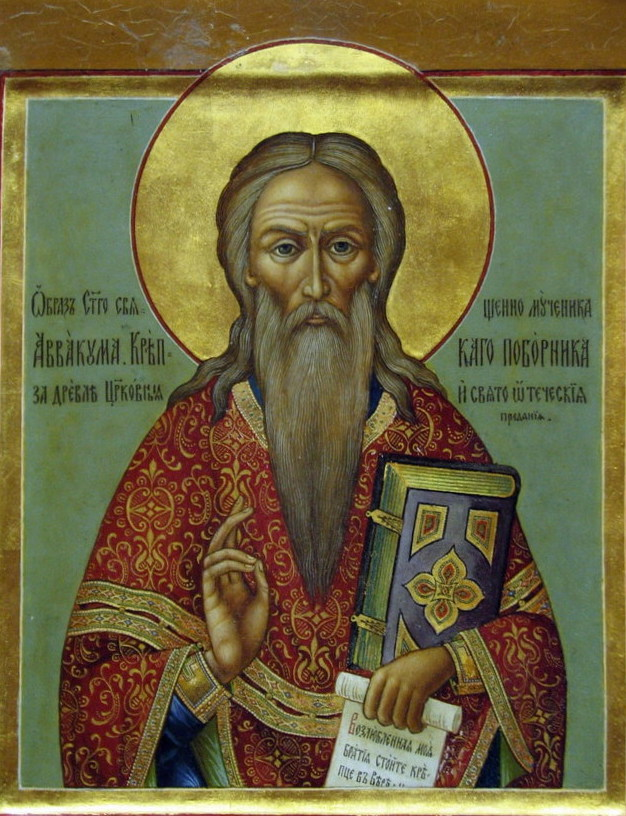
Ikoon met afbeelding van Sint Avvakum van Pustozersk

Avvakoem Petrov (Kondratiev) (Russisch: Аввакум Петров (Кондратьев)) (Grigorovo zuidoostelijk van Nizjni Novgorod, 20 november 1620 of 1621 - Poestozjorsk, 14 april 1682) was een Russische aartspriester die de conservatieve oppositie leidde tegen Patriarch Nikons hervormingen in de Russisch-orthodoxe Kerk. Zijn autobiografie, "Leven van aartspriester Avvakoem" en zijn brieven aan de tsaar, Bojarynja Morozova en andere tegenstanders van de kerkhervormingen worden beschouwd als meesterwerken van de 17e-eeuwse Russische literatuur.

## Lotgevallen van Avvakoem
Avvákoem (Hábakuk) Petróv werd geboren in de buurt van Nizjni Novgorod in het gezin van een priester. Op jonge leeftijd trouwt hij met Anastasia Markovna, waarna zijn vrouw en hij naar het dorp Lopatisjtsji verhuizen. Daar wordt hij op 24-jarige leeftijd aangesteld als priester. Avvakoem kenmerkt zich door een grote geloofsijver en haalt zich al snel de woede van zijn dorpsgenoten op de hals doordat hij in zijn preken zijn parochianen wijst op hun zonden. Het conflict loopt zo hoog op dat hij mishandeld wordt en hij zich gedwongen ziet te vertrekken naar Moskou om daar rechtvaardiging te vinden. Hij komt daar in contact met de biechtvader van tsaar Aleksej Michajlowitsj (1629-1676), Stefan Vonifatjev, en aartspriester Ioann Njeronov. Deze stellen hem voor aan de tsaar, die sympathie voor hem opvat en hem een beschermingsoorkonde meegeeft. Toch moet Avvakoem later, in 1652, weer naar Moskou vluchten om gerechtvaardigd te worden. Hij wordt aangesteld als aartspriester (protopóp) in het stadje Joerjevets-Povolzjski. Zijn strengheid en geloofsijver vallen echter ook hier niet in goede aarde en hij kan ternauwernood ontsnappen aan een woedende menigte die hem wil lynchen. Andermaal vertrekt Avvakoem naar Moskou, waar hij gaat dienen in de  Kazankathedraal op het Rode Plein.
In 1653 maakte Nikon (1605 - 1682), patriarch van de Russisch-orthodoxe Kerk, een eerste begin met zijn kerkhervormingen in de teksten en riten van de Russische kerk. Deze hervormingen waren grotendeels bedoeld om de Russische kerk op één lijn te brengen met de Grieks-orthodoxe kerk. Avvakoem en anderen waren sterk gekant tegen deze veranderingen. Zij zagen deze als een corruptie van de Russische Kerk, die zij beschouwden als de ware Kerk van God, omdat alleen zij het orthodoxe geloof in al zijn zuiverheid zou hebben bewaard. Zie Achtergronden van de kerkhervormingen.
Samen met een aantal andere vooraanstaande geestelijken schrijft Avvakoem een petitie aan de tsaar met het verzoek af te zien van kerkhervormingen. Kort hierna wordt hij gearresteerd en later wordt hij naar de Oespenski-kathedraal in het Kremlin overgebracht, waar de patriarch hem zijn priesterwijding wil afnemen. Alleen dankzij inmenging van de tsaar kan Avvakoem zijn priesterambt behouden. In de herfst van 1653 wordt Avvakoem met zijn gezin verbannen naar Siberië, waar hij terechtkomt in Tobolsk. Hier oefent hij wederom met veel toewijding zijn priesterambt uit en haalt hij in zijn preken uit naar de "ketterijen van Nikon." Dan volgt in 1655 een oekaze uit Moskou, waarin gelast wordt Avvakoem en zijn gezin over te brengen naar de Jakoetski ostrog. De vojevode Afanasi Pasjkov wordt belast met de uitvoering van deze oekaze. Dit is voor Avvakoem en zijn gezin de zwaarste tijd: Pasjkov vat een grote haat op jegens Avvakoem en de tocht naar de Jakoetski ostrog wordt voor hen een ware martelgang. "Omwille van mijn zonden is deze man heel wreed: zonder ophouden zet hij mensen op de brandstapel, kwelt ze en slaat ze," schrijft Avvakoem over hem in zijn autobiografie. In 1662 wordt het Avvakoem toegestaan terug te keren uit ballingschap naar Moskou, een tocht die ongeveer twee jaar duurt. Bij zijn terugkomst in Moskou, in de lente van 1664, staat Avvakoem, inmiddels bekend om zijn standvastigheid in het geloof en om zijn talrijke beproevingen, in het middelpunt van de belangstelling. Hij wordt wederom ontvangen door de tsaar en deze laat hem uit genegenheid zelfs huisvesten in het Kremlin. In deze tijd heeft Avvakoem intensief contact met bojarynja Morozova, een van zijn biechtkinderen. Avvakoem blijft onvermoeibaar ageren tegen de kerkhervormingen en wijst op de zuiverheid van de oude teksten en riten van de Russische kerk. Hiermee maakt hij zichzelf onmogelijk en na een halfjaar wordt hij met zijn gezin weer verbannen, deze keer naar Poestozjorsk, in het uiterste noorden van Rusland. Men weet de tsaar ertoe te bewegen dat Avvakoems vrouw en kinderen in Pomorje, aan de rivier de Mezen, mogen gaan wonen, waar de levensomstandigheden draaglijker zijn.
In 1666 wordt Avvakoem overgebracht naar Moskou om berecht te worden. Tevergeefs probeert men hem ertoe te bewegen te kerkhervormingen te aanvaarden. Hij blijft onbuigzaam, waarop zijn priesterwijding nietig verklaard wordt en hijzelf door de kerk vervloekt wordt. Samen met drie andere ijveraars voor de oude riten wordt Avvakoem weer verbannen naar Poestozjorsk. Voordat de vier op transport gaan, wordt twee van hen publiekelijk de tong uitgesneden en worden bij een ander vier vingers afgehakt. Alleen tussenkomst van de tsaritsa, vroeger bevriend met bojarynja Morozova, voorkomt dat met Avvakoem hetzelfde gebeurt. In de Poestozjorski ostrog, gevangen in een uitgegraven hut en gekweld door ontberingen en luizen, blijft hij de oppositie tegen de kerkhervormingen steunen en onderhoudt hij contacten met geestverwanten. Hij schrijft talloze brieven en petities ter rechtvaardiging van het oude geloof. Hier schrijft hij tevens zijn autobiografie, "Leven van aartspriester Avvakoem."
Na de dood van tsaar Aleksej, in 1676, wendt Avvakoem zich met een petitie tot de nieuwe tsaar, Fjodor, waarin hij deze oproept de kerkhervormingen te annuleren en terug te keren tot de Oudrussische kerkelijke traditie. Als reactie hierop volgt een oekaze uit Moskou: Avvakoem en zijn drie medegevangenen moeten op de brandstapel worden gezet. Dit bevel wordt uitgevoerd op Goede Vrijdag in 1682.
Een aanzienlijk deel van de bevolking verzet zich onverminderd tegen de kerkhervormingen en blijft trouw aan de oude riten en teksten. Deze christenen zouden bekend worden als de oudgelovigen of oudritualisten.

## Achtergronden van de kerkhervormingen
Sinds de Florentijnse unie van 1439 had de Russische kerk het contact met Constantinopel verbroken, omdat men in Rusland vond dat de Grieken verraad aan de orthodoxie hadden gepleegd. De val van Constantinopel in 1456 werd in Rusland gezien als een straf van God voor het sluiten van een unie met Rome. Sindsdien was in Rusland de gedachte gaan leven dat Rusland de hoedster was geworden van de waarachtige, zuivere orthodoxie. Deze ideeën leefden ook nog in het midden van de 17e eeuw; ook voor Avvakoem en zijn medestanders was de Russische kerk het enige bolwerk van de orthodoxie. Gelet op deze situatie was het destijds voor velen verbijsterend te vernemen dat juist de Russische kerkelijke traditie allerlei fouten en zelfs ketterijen zou bevatten. De voorstanders van de hervormingen wezen op het feit dat Rusland in 988 door de Grieken gekerstend was en dat daarom de Grieken als voorbeeld en toetssteen voor orthodoxie moesten worden beschouwd. Velen vochten de rechtmatigheid van de kerkhervormingen aan, maar op het concilie van 1666-1667 werden de door patriarch Nikon geïnitieerde hervormingen bekrachtigd. De tegenstanders, van wie Avvakoem de voorman werd, werden, met de oude boeken en riten, vervloekt en in de ban gedaan. Daarmee was het Raskol (schisma) in de Russische kerk een feit: de tegenstanders van de hervormingen erkenden deze anathema's niet en kwamen los te staan van de hiërarchie van de "reguliere" Russische kerk.
De orthodoxe kerken in het Midden-Oosten en op de Balkan hadden in de loop der tijd wijzigingen in teksten en rituelen ondergaan waardoor ze af waren gaan wijken van de oude Byzantijnse ritus. Wetenschappers hebben in de 19e en 20e eeuw vastgesteld, dat de veranderingen die deze orthodoxe kerken geleidelijk hadden ondergaan voor een groot deel terug te voeren waren op rooms-katholieke invloeden die zich met name na de val van Constantinopel hadden doen laten gelden. De Russische kerk had, door haar conservatieve karakter en isolement, deze ontwikkelingen niet ondergaan en had een aantal Oudbyzantijnse elementen in haar traditie behouden. Door deze omstandigheid waren er in het midden van de 17e eeuw verschillen ontstaan tussen de kerkelijke tradities van de Russische kerk enerzijds en de andere orthodoxe kerken anderzijds. Destijds werden deze verschillen abusievelijk aangezien voor foute vertalingen en afwijkingen van de oorspronkelijke Griekse traditie.

## Perceptie van aartspriester Avvakoem

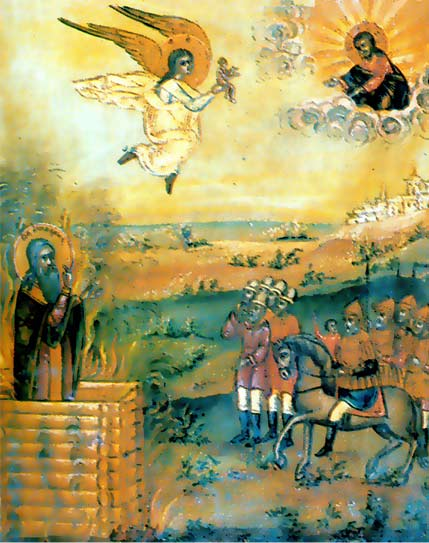
Icoon uit de 19e eeuw waarop Avvakoem als martelaar wordt afgebeeld; een engel voert zijn ziel naar de Hemel

Door velen wordt Avvakoem gezien als een van de opmerkelijkste persoonlijkheden uit de Russische geschiedenis, iemand met een buitengewoon sterk, temperamentvol karakter en met een diepe religiositeit. Zijn autobiografie heeft hem bekendgemaakt bij een groot publiek, zowel binnen als buiten Rusland. Tot in de 18e eeuw schreef men in Rusland in een ietwat gekunstelde taal die sterk leunde op het Kerkslavisch en die ver af stond van de gesproken taal. Avvakoem heeft zijn autobiografie bewust in de spreektaal geschreven, waarbij hij zich bovendien niet schaamt voor zijn eigen dialect en voor grove woorden. Wat zijn autobiografie uniek maakt is dat ze het eerste egodocument is in de Russische literatuur: het perspectief ligt bij de ik-persoon die vertelt over zijn eigen wederwaardigheden. Het taalgebruik van Avvakoem is expressief en kleurrijk, wat maakt dat zijn autobiografie nog steeds gelezen wordt. Opmerkelijk is dat zijn "Leven van aartspriester Avvakoem" door Avvakoem zelf "zjitijè" genoemd wordt; dit woord betekent "heiligenleven" en werd tot dan toe alleen in de hagiografie gebruikt. Zijn keuze voor dit woord suggereert dat Avvakoem zichzelf zag als martelaar voor het ware geloof en zijn eigen lotgevallen in een diepreligieus en kerkelijk perspectief plaatste.
Avvakoem was voor de Russische staatskerk een van de aanvoerders van het raskol (schisma), hij werd gezien als rebellenleider en daarmee feitelijk als een misdadiger, zowel tegen de kerk als tegen de staat. Lange tijd zijn zowel het schisma als de zaak van de oudgelovigen voorgesteld vanuit het standpunt van de "officiële" Russisch-Orthodoxe kerk en de persoon van Avvakoem was hierop geen uitzondering. Tot op heden blijft Avvakoem een omstreden persoonlijkheid en is de houding van de Russisch-orthodoxe kerk ambivalent.
De intelligentsia waardeerde Avvakoem om zijn onbuigzaamheid ten opzichte van kerk en staat en om zijn schitterende proza. Door velen wordt hij nog steeds als de eerste dissident uit de Russische geschiedenis beschouwd. In de perceptie van de intelligentsia was evenwel weinig affiniteit met de religieuze kant van zijn persoonlijkheid en met de zaak die hij tot zijn dood toe trouw gebleven is en domineerde het literaire en politiek-historische aspect.
De oudgelovigen zien aartspriester Avvakoem als een martelaar, een compromisloos tegenstander van de kerkhervormingen van patriarch Nikon, de aanvoerder van de oppositie. Hij wordt als inspirerend voorbeeld van standvastigheid beschouwd. Door de kerk van de priesterlijke oudgelovigen is aartspriester Avvakoem in 1916 heilig verklaard en wordt hij vereerd als priestermartelaar en belijder van het oude geloof. Tweemaal per jaar wordt zijn gedachtenis gevierd: op 27 april en 15 december (nieuwe stijl).

## Verwijzingen en beknopte bibliografie
In het Nederlands:
Het leven van aartspriester Avvakoem door hemzelf geschreven. Antwerpen, Benerus, 2001. ISBN 90 806363 1 2
In het Engels:
- Cherniavsky, M., The Reception of the Council of Florence in Moscow and Shevchenko I., Ideological Repercussions of the Council of Florence, Church History XXIV (1955), 147-157 and 291-323 (articles)
- Crummey, Robert O. The Old Believers & The World Of Antichrist; The Vyg Community & The Russian State, Wisconsin U.P., 1970
- Gill, T. The Council of Florence, Cambridge, 1959
- Zenkovsky, Serge A. The ideology of the Denisov brothers, Harvard Slavic Studies, 1957. III, 49-66
- Zenkovsky, S.: The Old Believer Avvakum, Indiana Slavic Studies, 1956, I, 1-51
- Zenkovsky, S.: The Russian Schism, Russian Review, 1957, XVI, 37-58

In het Russisch:
- Будкина И., Волков В., Вургафт С., Урушев Д., Ушаков И., Чистяков Г., Старообрядчество в России Энциклопедический иллюстрированный словарь, Москва, 2005 / Budkina I., Volkov V., Vurgaft S., Urušev D., Ušakov I., Čistjakov G., Staroobrjadčestvo v Rossii, Moskva, 2005
- Вургафт С.Г., Ушаков И.А. Старообрядчество. Лица, события, предметы и символы. Опыт энциклопедического словаря, Москва, 1996 / Vurgaft S.G., Ušakov I.A. Staroobrjadčestvo. Lica, sobytija, predmety i simvoly. Opyt ėnciklopedičeskogo slovarja, Moskva, 1996
- Зеньковский С.А. Русское старообрядчество, Том I и II, Москва, 2006 (Russian, with a proverb in English) / Zenkovsky S.A. "Russia's Old Believers" Volumes I and II, Moscow, 2006
- Голубинский Е.Е. История русской церкви, Москва, 1900 / Golubinskij E.E. "History of the Russian Church", Moscow, 1900
- Каптерев Н.Ф. Патриарх Никон и его противники в деле исправления церковных обрядов, Москва, 1913 / Kapterv N.F. "Patriarch Nikon and his opponents in the correction of church rituals", Moscow, 1913
- Каптерев Н.Ф. Характер отношений России к православному востоку в XVI и XVII вв., Москва, 1914 / Kapterev N.F. Charakter of the relationships between Russia and the orthodox East in the XVI and XVII cent., Moscow, 1914
- Карташов А.В. Очерки по иситории русской церкви, Париж, 1959 / Kartašov A.V. "Outlines of the history of the Russian chruch", Paris, 1959
- Ключевский И.П. Сочинения, I – VIII, Москва, 1956-1959 / Ključevskij I.P. Works, I – VIII, Moscow, 1956-1959

- Bibsys: 90824949
- Biblioteca Nacional de España: XX1390578
- Bibliothèque nationale de France: cb125115662 (data)
- CiNii: DA05080335
- Gemeinsame Normdatei: 118651269
- International Standard Name Identifier: 0000 0001 1029 360X
- Library of Congress Control Number: n79075253
- Nationale Bibliotheek van Letland: 000008842
- Nationale Bibliotheek van Tsjechië: jn19990210070
- Nationale bibliotheek van Australië: 35935918
- Nationale Bibliotheek van Israël: 987007271496505171
- Nationale Bibliotheek van Polen: a0000001192381
- Nationale en Universitaire bibliotheek Zagreb: 000269578
- Nederlandse Thesaurus van Auteursnamen: 071158316
- Russische Staatsbibliotheek: 000008252
- Istituto Centrale per il Catalogo Unico: CFIV053232
- LIBRIS: 37453
- Système universitaire de documentation: 027539636
- Trove: 1153524
- Virtual International Authority File: 72670795
- WorldCat: E39PBJfRytdBQbF79WpF8kJCcP